# Samara
För andra betydelser, se Samara (olika betydelser).

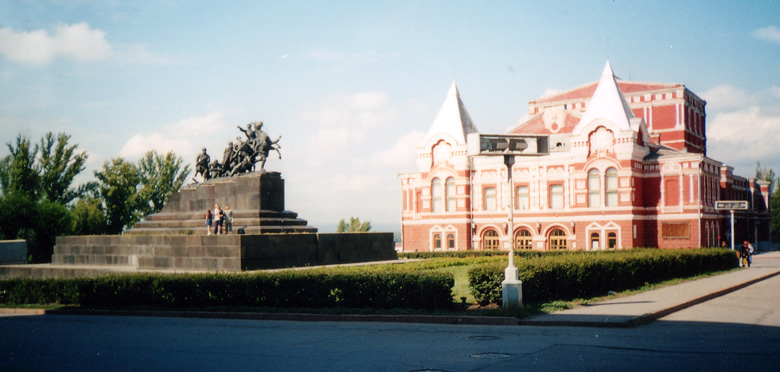
Teater i Samara.

Samara (Сама́ра) är en stad vid floden Volga i Ryssland med nästan 1,2 miljoner invånare, huvudstad i regionen Samara oblast med 3,2 miljoner invånare. Samara är en betydande industristad med rika oljekällor i närheten. Den kallas för "det andra Baku". Från Samara går en viktig oljeledning till Östeuropa. Kujbysjevreservoaren, som är belägen nära staden, är en av världens största konstgjorda sjöar. Staden har universitet och högskolor.

## Historia
Staden grundades 1586. Den erövrades 1670 av Stenka Razin och växte sedan ut till en stor handelsstad.
Vid hungersnöden i Ryssland 1921–1922 efter Ryska inbördeskriget skickade Svenska Röda Korset i november 1921 en hjälpexpedition till Samara, som var verksam fram till augusti 1923.
Mellan 1935 och 1991 hette staden Kujbysjev (ryska: Куйбышев) efter den sovjetiske politikern Valerian Kujbysjev.

## Administrativt område

### Stadsdistrikt
Samara är indelad i nio stadsdistrikt. 
| Stadsdistrikt     | Invånarantal 9 oktober 2002 | Invånarantal 14 oktober 2010 | Invånarantal 1 januari 2015 |
| ----------------- | --------------------------- | ---------------------------- | --------------------------- |
| Kirovskij         | 235 846                     | 228 908                      | 225 852                     |
| Krasnoglinskij    | 68 746                      | 85 566                       | 88 014                      |
| Kujbysjevskij     | 80 727                      | 86 280                       | 87 663                      |
| Leninskij         | 64 975                      | 65 485                       | 64 594                      |
| Oktiabrskij       | 115 982                     | 114 223                      | 122 165                     |
| Promysjlennyj     | 271 554                     | 273 126                      | 277 823                     |
| Samarskij         | 31 120                      | 30 519                       | 30 917                      |
| Sovetskij         | 181 895                     | 177 403                      | 177 528                     |
| Zjeleznodorozjnyj | 107 035                     | 103 175                      | 97 264                      |
| TOTALT            | 1 157 880                   | 1 164 685                    | 1 171 820                   |

Invånarantalet för 2010 & 2013 inkluderar områden som inte ingick år 2002. Se tabellen nedan. 

### Stadens administrativa område
Samara administrerade tidigare även områden utanför själva centralorten. 
| Stad/Ort    | Invånarantal 9 oktober 2002 | Invånarantal 14 oktober 2010 | Invånarantal 1 januari 2015 |
| ----------- | --------------------------- | ---------------------------- | --------------------------- |
| Samara      | 1 157 880                   | 1 164 685                    | 1 171 820                   |
| Bereza      | 5 892                       | Ingen uppgift                | Ingen uppgift               |
| Pribrezjnyj | 11 580                      | Ingen uppgift                | Ingen uppgift               |
| Landsbygd   | 1 076                       | 129                          | 70                          |
| TOTALT      | 1 176 428                   | 1 164 814                    | 1 171 685                   |

Bereza och Pribrezjnyj är numera sammanslagna med centrala Samara.

## Sport
Fotbollslaget FC Krilija Sovjetov som spelar i den ryska högstaligan Premjer-Liga kommer härifrån. De spelar sina hemmamatcher på Mettalurgstadion och har spelat i högstaligan sedan 1994.